# Edina Gangl
Edina Gangl (Mosonmagyaróvár, 25 giugno 1990) è una pallanuotista ungherese.

## Palmarès
- Europei

Eindhoven 2012: 
Budapest 2014: 
Belgrado 2016: 
- Universiadi

Kazan' 2013: 